# عبد الله القناعي
عبد الله عبد الرحمن القناعي هو لاعب كرة يد كويتي، مثّل منتخب الكويت في منافسات دورة الألعاب الأولمبية الصيفية لعام 1980 في موسكو.

## مسيرته الرياضية
شارك عبد الله ضمن صفوف المنتخب الكويتي لكرة اليد في أولمبياد 1980، وساهم في خوض مباريات البطولة التي خُتمت بالمركز الثاني عشر.

## معلومات فنية
يبلغ طوله نحو 170 سم ويزن تقريبًا 87 كجم. ارتبط خلال مسيرته بنادي القادسية بمدينة الكويت.

## الأداء في البطولة
شارك عبد الله في المباريات التمهيدية للفريق، وسجل هدفًا في مواجهة الاتحاد السوفيتي ضمن منافسات الدور الأول.

## روابط خارجية
- Abdullah Al-Qena'i على موقع أوليمبيديا (الإنجليزية)